# قائمة حلقات عرض غارفيلد (مسلسل 2009)
هذه قائمة حلقات مسلسل الرسوم المتحركة الفرنسي عرض غارفيلد (مسلسل 2009) ومدة الحلقة الواحدة تبلغ 22 دقيقة و بدأ عرضه في 22 ديسمبر 2008 على فرنسا 3 في فرنسا و في 2 نوفمبر 2009 على كرتون نتورك في أمريكا

## نظرة عامة
| الموسم | الموسم | الحلقات | الحلقات | البث الأصلي    | البث الأصلي    | البث الأصلي |
| الموسم | الموسم | الحلقات | الحلقات | البث الأول     | البث الأخير    | الشبكة      |
| ------ | ------ | ------- | ------- | -------------- | -------------- | ----------- |
|        | 1      | 26      | 26      | 2 نوفمبر 2009  | 23 ديسمبر 2009 | كرتون نتورك |
|        | 2      | 26      | 26      | 13 ديسمبر 2010 | 28 يونيو 2011  | كرتون نتورك |
|        | 3      | 26      | 26      | 4 سبتمبر 2012  | 5 أكتوبر 2012  | كرتون نتورك |
|        | 4      | 27      | 27      | 6 أكتوبر 2015  | 2 سبتمبر 2016  | بومرنغ      |
|        | 5      | 4       | 4       | 24 أكتوبر 2016 | 24 أكتوبر 2016 | بومرنغ      |

## الحلقات

### الموسم 1 (2009)
| رقم | اسم الحلقة           | تاريخ البث الأصلي الولايات المتحدة |
| --- | -------------------- | ---------------------------------- |
| 1أ  | حروب المعكرونة       | 02 نوفمبر 2009                     |
| 1ب  | أم غارفيلد           | 02 نوفمبر 2009                     |
| 2أ  | البرتقالي والأسود    | 03 نوفمبر 2009                     |
| 2ب  | الأثنين الفظيع       | 03 نوفمبر 2009                     |
| 3أ  | حفارات العظام        | 04 نوفمبر 2009                     |
| 3ب  | الآلي                | 04 نوفمبر 2009                     |
| 4أ  | قيلولة القط          | 05 نوفمبر 2009                     |
| 4ب  | العميل X             | 05 نوفمبر 2009                     |
| 5أ  | لعبة القط والفأر     | 06 نوفمبر 2009                     |
| 5ب  | حاكم البيتزا         | 06 نوفمبر 2009                     |
| 6أ  | الملك نيرمال         | 12 نوفمبر 2009                     |
| 6ب  | البحث اليائس عن بوكي | 12 نوفمبر 2009                     |